# Firma de la Carta de México

 El 29 de agosto de 1956 dos figuras importantes dentro del movimiento revolucionario cubano firman en México un documento trascendental en la historia cubana. Los firmantes son: Fidel Castro Ruz, líder del Movimiento 26 de Julio, joven abogado de 30 años con un historial revolucionario y el estudiante preuniversitario y presidente de la Federación Estudiantil de Enzeñanza Media (FEEM), Iván Moisés Pérez Cordero de 18 años.

## Nacimiento
Estas dos personalidades se encontraronen un departamento de Ciudad México donde residían dos de los participantes en el Asalto al Cuartel Moncada, Melba Hernández y Jesús Montané. Fidel estaba al tanto del comportamiento de José Antonio como presidente de la FEU, y de sus logros en la unificación del movimiento estudiantil universitario. Echevarría estaba a favor de la causa que perseguían los asaltantes al Moncada y siguiendo estas premisas denuncia las torturas que sufrieron los asaltantes en un mitin organizado por los politiqueros de la época, el cual terminó con una riña entre los políticos y los revolucionarios.
El joven presidente de la FEU viaja a México tras su paso por el Congreso Latinoamericano de Estudiantes, efectuado en Santiago de Chile. Luego de encontrarse con Fidel viajaría hacia Ceilán(Sri Lanka), donde tendría lugar la Conferencia Internacional de Estudiantes. En el primer encuentro que sostuvieron ambos líderes se analizó la situación política cubana, la importancia de promover la unidad entre el Movimiento 26 de Julio y la Federación Estudiantil Universitaria y la forma de explotar al máximo el potencial de los universitarios en la revolución. Este contacto duró todo el día y la noche, en él se expusieron los puntos de vistas de las dos partes. Finalmente a las cinco de la madrugada estuvieron terminados los acuerdos y compromisos de las dos organizaciones,los cuales se escriben en un documento de 19 puntos en el que se resumen las política y proyecciones acordadas.
La Carta de México es considerada como el Manifiesto de Montecristi de su época debido a que fue un llamado a la unidad de las dos organizaciones para lograr el propósito común: ser un país libre e independiente, sin gobiernos lacayos en contra de los intereses del pueblo.